# Naturdenkmal Spitzahorn (Brilon)
Das Naturdenkmal Spitzahorn liegt östlich von Brilon und westlich der Bundesstraße 251 im Bieketal. Der Spitzahorn wurde 2008 mit dem Landschaftsplan Briloner Hochfläche durch den Hochsauerlandkreis als Naturdenkmal (ND) ausgewiesen. Sie steht in einer Weihnachtsbaum-Kultur. Das Naturdenkmal ist umgeben vom Landschaftsschutzgebiet Offenland südöstlich Brilon. Der Spitzahorn steht auf einem alten Bergbaustandort mit Halde und Pingen.
Der Spitzahorn steht als doppelstämmiger Einzelbaum in der Landschaft.